# NGC 662
NGC 662 este o galaxie spirală situată în constelația Andromeda. A fost descoperită în 22 noiembrie 1884 de către Édouard Stephan.